# Steigklemme

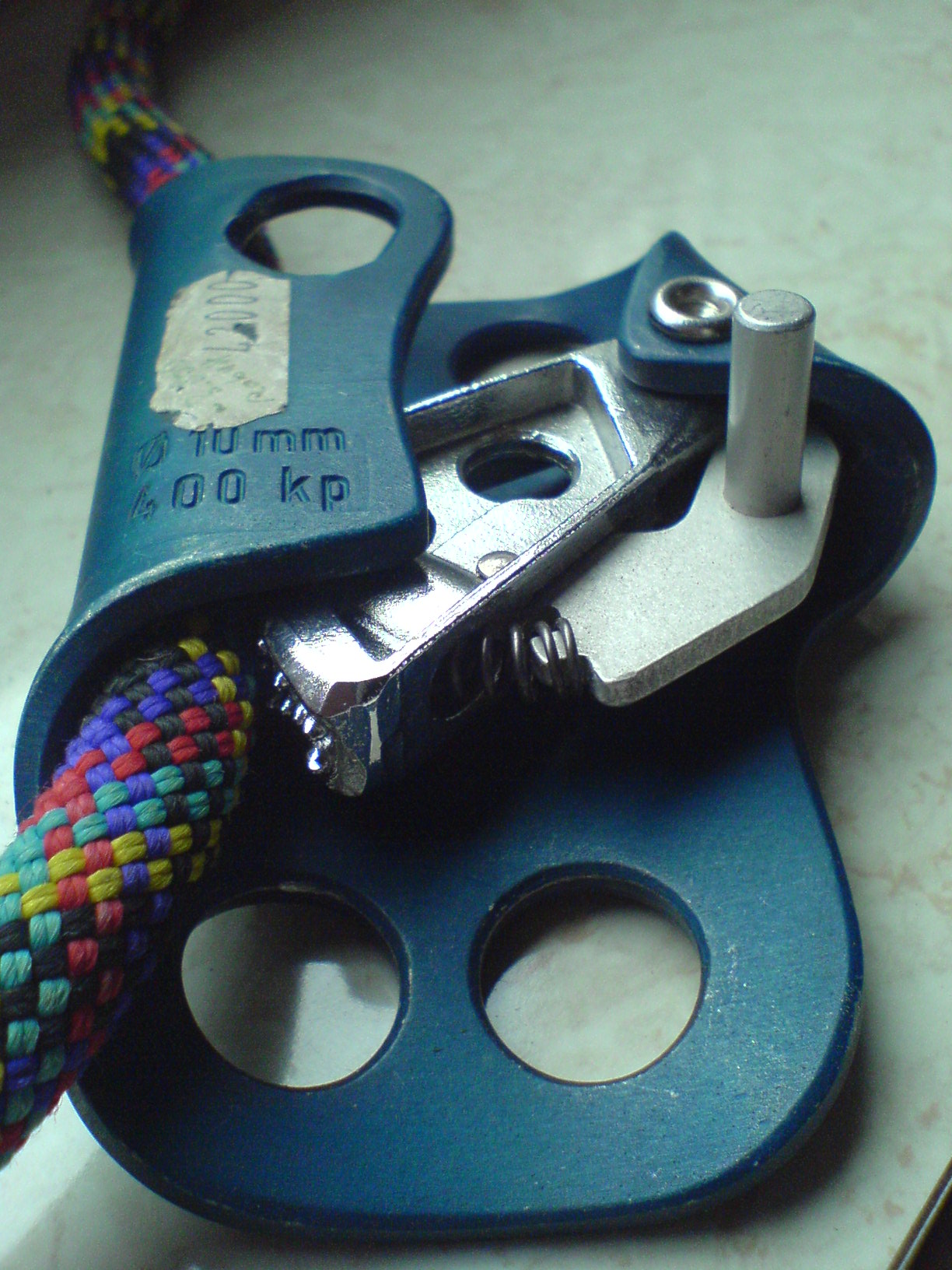
Eine Steigklemme der Firma Vaude. Am silbernen Verschluss sind die Zähne zu sehen.

Eine Steigklemme (teilweise auch als Seilklemme bezeichnet) ist ein Ausrüstungsgegenstand zum Klettern, der ein Kletterseil in die eine Richtung ohne großen Kraftaufwand durchgleiten lässt, in die andere Richtung jedoch blockiert.
Sicherheitsanforderungen an Seilklemmen und zugehörige Prüfverfahren sind in der Europäischen Norm (EN) 567 beschrieben.

## Funktionsweise
Die meisten Steigklemmen haben ein bewegliches Teil, das durch eine Feder gegen das Seil gedrückt wird (Ausnahme Tibloc von Petzl). Unter Belastung klemmt es sich zusätzlich fest (Selbsthemmung). Meistens sind an der Klemmfläche kleine Zähnchen angebracht, die zwischen die Fasern des Seils eindringen, jedoch ohne das Seil zu beschädigen. So ist die Klemmwirkung auch bei vereisten Seilen gegeben. Außerdem verfügt die Steigklemme über ein Loch zum Einhängen eines Karabiners. In das obere Loch kann ein Karabiner eingehängt werden, der verhindern soll, dass das Seil seitlich herausrutscht.
Um die Steigklemme vom Seil lösen zu können und um die Klemmwirkung aufzuheben (beispielsweise beim Absteigen), ist ein kleiner Hebel vorhanden. Oft haben Steigklemmen auch einen großen Griff, mit dem sie sich am Seil hochschieben lassen und der auch dazu verwendet werden kann, sich am Seil hochzuziehen.
Als Ersatz für eine Steigklemme kann ein Klemmknoten wie der Prusikknoten verwendet werden.

## Anwendung

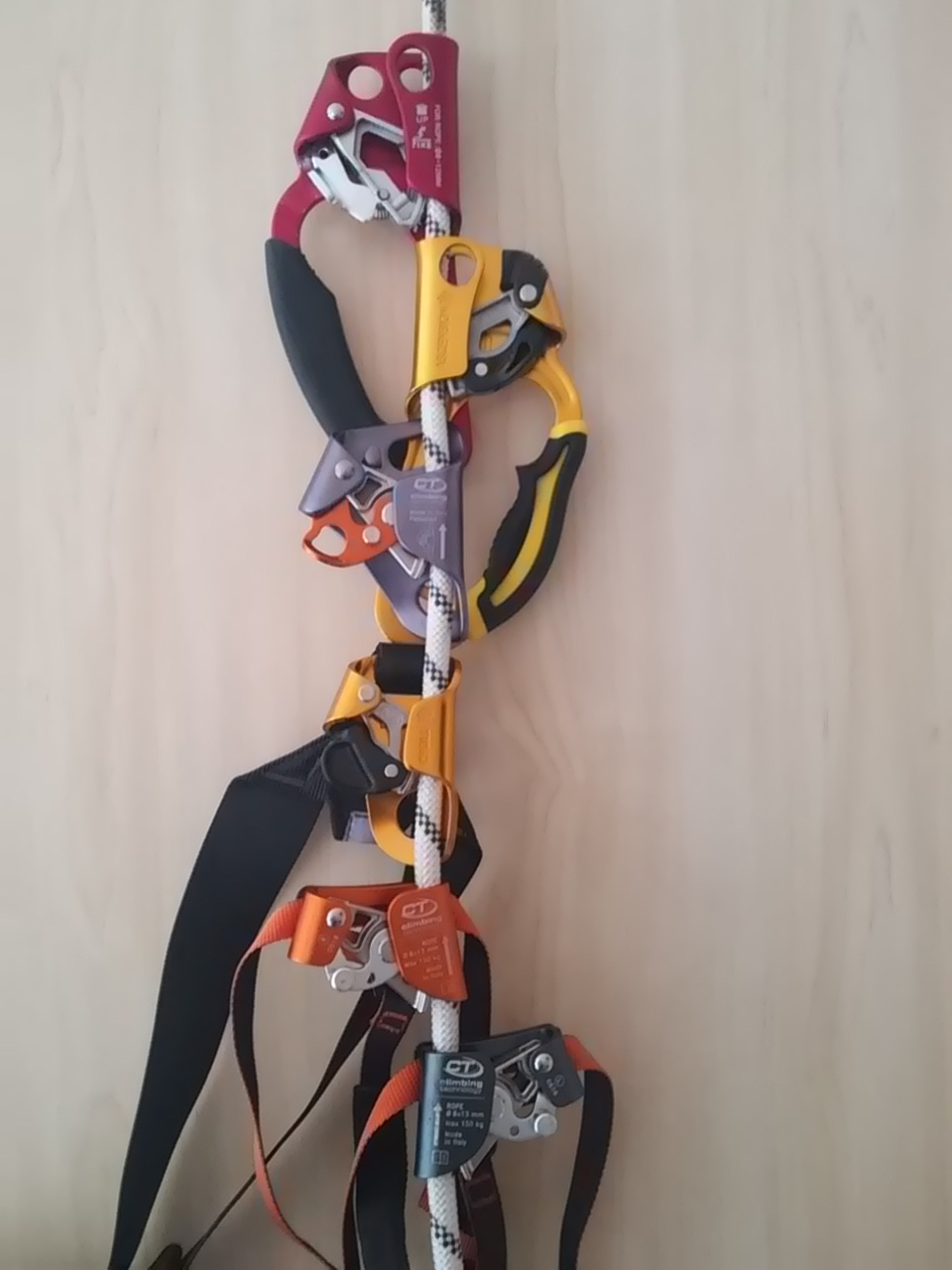
Steigklemmen verschiedener Hersteller

Hauptanwendung ist das so genannte Jümarn (engl. jumaring, der Begriff leitet sich von der Schweizer Firma Jümar und den gleichnamigen Steigklemmen ab), d. h. das Aufsteigen am Seil mit zwei Seilklemmen. Hierbei wird eine Steigklemme am Klettergurt befestigt, eine zweite an einer Bandschlinge, in die man mit dem Fuß steigt. Abwechselnd steigt der Bergsteiger nun in die Trittschlinge und schiebt die so entlastete Steigklemme am Klettergurt am Seil hoch und setzt sich anschließend in den Klettergurt und schiebt die Steigklemme an der Trittschlinge hoch.
Auch zur Selbstsicherung beim Soloklettern kann eine Steigklemme eingesetzt werden. Voraussetzung ist, dass die zu kletternde Route von oben erreicht und so mit einem Fixseil versehen werden kann, was in Klettergärten und -hallen oft möglich ist. Ein Einsatz der Steigklemmen beim Vorstieg verbietet sich, da die hierbei möglichen Belastungen mit im Extremfall mehr als 10 kN die typische Bruchlast der gängigen Klemmen (3–5 kN) weit übersteigen.
Seilklemmen finden außerdem Verwendung als Rücklaufsperre beim Bau von Flaschenzügen.